# Picota (província)
Picota é uma província do Peru localizada na região de San Martín. Sua capital é a cidade de Picota.

## Distritos da província
- Buenos Aires
- Caspisapa
- Picota
- Pilluana
- Pucacaca
- San Cristóbal
- San Hilarión
- Shamboyacu
- Tingo de Ponasa
- Tres Unidos